# Pointvillers
Pointvillers is een plaats en voormalige gemeente in het Franse departement Doubs in de regio Bourgogne-Franche-Comté en telt 97 inwoners (2005). De plaats maakt deel uit van het arrondissement Besançon.

## Geschiedenis
De gemeente maakte deel uit van het kanton Quingey tot dit op 22 maart 2015 werd opgeheven en Pointvillers werd opgenomen in het op die dag gevormde kanton Saint-Vit.
Op 1 januari 2017 fuseerde de gemeente met Montfort tot de commune nouvelle Le Val.

## Geografie
De oppervlakte van Pointvillers bedraagt 3,8 km², de bevolkingsdichtheid is 25,5 inwoners per km².
De onderstaande kaart toont de ligging van Pointvillers met de belangrijkste infrastructuur en aangrenzende gemeenten.

## Demografie
Onderstaande figuur toont het verloop van het inwonertal (bron: INSEE-tellingen).